# 国立大学法人等職員統一採用試験
国立大学法人等職員統一採用試験（こくりつだいがくほうじんとうしょくいんとういつさいようしけん）は、各地区の国立大学法人等職員採用試験実施委員会が実施する、国立大学法人、大学共同利用機関法人、国立高等専門学校機構等の職員の採用試験。国立大学法人等職員採用試験ともいう。

## 沿革
国立大学、大学共用利用機関、国立高等専門学校等は、2004年（平成16年）3月末までは文部科学省の内部組織であったため、その職員は文部科学省の職員たる国家公務員であり、人事院が実施する国家公務員試験により採用されていた。
しかし、2004年（平成16年）4月に国立大学法人法等が施行されたことにより、国立大学、大学共同利用機関等が法人化され、文部科学省の内部組織でなくなり、その職員も国家公務員ではなくなった結果、以後は独自に職員を採用する必要が生じた。このため、国立大学法人、大学共用利用機関法人、国立高等専門学校機構等において共通した試験を行うこととしたのが本試験である。
なお、国立大学法人等が職員を採用するに当たって、必ず本試験を経由しなければならない義務があるものではない。例えば東京大学は本試験による採用と独自採用試験による採用を並行して行っており、令和5年度の事務の職員の採用数は本試験経由が15名、独自採用試験経由が60名と独自採用試験のほうが多い。

## 概要
本試験は全国7地区で共通して行う第一次試験と、各国立大学法人等が個別に行う第二次試験の二段階で行われる。

### 受験資格
本試験の受験資格は年齢制限のみ（試験日翌年の4月1日時点で30歳未満）であり、学歴は不問である。また、日本国内における活動に制限のない在留資格を有していれば、国籍も問われない。ただし、次に掲げる場合には受験することができない。
- 禁錮以上の刑の執行中又は執行猶予期間中の者
- 懲戒解雇等の処分の日から2年を経過していない者
- 日本国内における活動に制限のない在留資格を有しない者

### 採用希望地区
本試験は、北海道、東北、関東甲信越、東海・北陸、近畿、中国・四国及び九州の7地区の国立大学法人等職員採用試験実施委員会が実施しているが、本試験の受験に当たっては、このうち1つの地区を採用希望地区として選択する必要がある。
ある地区を採用希望地区として選択して第一次試験に合格した場合、その地区の第一次試験合格者名簿にのみ登録されるため、原則としてその地区に所在する国立大学法人等の第二次試験しか受験できない。例えば東京大学に採用されたいのであれば、第一次試験は関東甲信越地区を採用希望地区として選択する必要があり、北海道大学に採用されたいのであれば、北海道地区を選択する必要がある。地区ごとに対応する国立大学法人等の機関の詳細については、地区別利用機関を参照のこと。
このように、地区別で試験を行っており、地区ごとに機関の数や種類が異なることから、採用数や倍率にもばらつきがある。各地区の併願はできない。
| 地区       | 申込者数(a) | 受験者数 | 第一次試験合格者数(b) | 倍率(a/b) |
| ---------- | ----------- | -------- | --------------------- | --------- |
| 北海道     | 851         | ---      | 378                   | 2.25      |
| 東北       | 1,510       | 1,179    | 563                   | 2.68      |
| 関東甲信越 | 8,031       | 5,122    | 1,981                 | 4.05      |
| 東海・北陸 | 2,730       | ---      | 998                   | 2.74      |
| 近畿       | 2,863       | 1,727    | 812                   | 3.53      |
| 中国・四国 | 2,328       | ---      | 1,000                 | 2.33      |
| 九州       | 4,291       | ---      | 1,720                 | 2.49      |

なお、第一次試験は、採用希望地区と異なる受験に便利な地区で受験することができる。例えば、関東甲信越地区を採用希望地区とする場合であっても、第一次試験を北海道地区（例：札幌市）で受験することができる。この場合、合格判定は関東甲信越地区の受験者として行われる。

### 試験区分
本試験は事務系と技術系で大きく2つに分かれ、その中から更に細かく分かれた区分を1つ選んで受験する。区分の併願はできない。各地区において必ず全ての区分の職員の採用募集があるわけではないので、必ず確認することを受験案内でも求めている。
| 事務系 | 事務、図書                                                                           |
| 技術系 | 電気、機械、土木、建築、化学、物理、電子・情報、資源工学、農学、林学、生物・生命科学 |

## 試験内容

### 第一次試験
第一次試験は、試験区分に関わらず多肢選択式の教養試験（全問必答・120分間）のみが行われる。その内容は、社会・人文・自然に関する一般知識が20問、文章理解・判断推理・数的推理及び資料解釈の一般知能が20問である。試験問題は大学卒業程度のものとされている。

### 第二次試験
第一次試験の合格者に対し、各機関が個別に行う。複数回の面接を行う大学が多い。なお、技術系の職員採用については、第一次試験で専門試験を行っていないため、第二次試験において専門性の確認が行われることがあるとされており、公式サイト等において求める専門知識が明記されている。

#### 図書区分
本試験のうち、事務系図書区分は大学等の図書館等の管理・運営を業務とする職員を採用するためのものであるが、受験資格では司書の資格を求めておらず、また、第一次試験では専門試験を行っていない。そのため、図書区分の第一次試験合格者に対しては、地区ごとの図書系専門試験の実施委員会が、全員に対して図書館情報学の統一図書系専門試験を行っており、面接試験の結果と合わせて第二次試験の合否が判断される。

## 地区別利用機関
本試験を利用する地区ごとの国立大学法人、大学共同利用機関法人、国立高等専門学校機構等は次表のとおりである。
| 地区       | 国立大学法人 | 国立高等専門学校機構 | その他の機関等 |
| ---------- | --- | --- | --- |
| 北海道     | - 北海道大学 - 北海道教育大学 - 室蘭工業大学 - 北海道国立大学機構 - 小樽商科大学 - 帯広畜産大学 - 北見工業大学 - 旭川医科大学 | - 函館工業高等専門学校 - 苫小牧工業高等専門学校 - 釧路工業高等専門学校 - 旭川工業高等専門学校 | - 国立大雪青少年交流の家 - 国立日高青少年自然の家 |
| 東北       | - 弘前大学 - 岩手大学 - 東北大学 - 宮城教育大学 - 秋田大学 - 山形大学 - 福島大学 | - 八戸工業高等専門学校 - 一関工業高等専門学校 - 仙台高等専門学校 - 秋田工業高等専門学校 - 鶴岡工業高等専門学校 - 福島工業高等専門学校 | - 国立岩手山青少年交流の家 - 国立磐梯青少年交流の家 - 国立花山青少年自然の家 - 国立那須甲子青少年自然の家 |
| 関東甲信越 | - 茨城大学 - 筑波大学 - 筑波技術大学 - 宇都宮大学 - 群馬大学 - 埼玉大学 - 千葉大学 - 東京大学 - 東京医科歯科大学 - 東京外国語大学 - 東京学芸大学 - 東京農工大学 - 東京藝術大学 - 東京工業大学 - 東京海洋大学 - お茶の水女子大学 - 電気通信大学 - 一橋大学 - 政策研究大学院大学 - 横浜国立大学 - 総合研究大学院大学 - 新潟大学 - 長岡技術科学大学 - 上越教育大学 - 山梨大学 - 信州大学 | - 国立高等専門学校機構本部事務局 - 茨城工業高等専門学校 - 小山工業高等専門学校 - 群馬工業高等専門学校 - 木更津工業高等専門学校 - 東京工業高等専門学校 - 長岡工業高等専門学校 - 長野工業高等専門学校 | - 人間文化研究機構事務局 - 国立歴史民俗博物館 - 国文学研究資料館 - 国立国語研究所 - 自然科学研究機構事務局 - 国立天文台 - 高エネルギー加速器研究機構 - 情報・システム研究機構 - 国立極地研究所 - 国立情報学研究所 - 統計数理研究所 - 国立特別支援教育総合研究所 - 教職員支援機構 - 大学入試センター - 大学改革支援・学位授与機構 - 国立女性教育会館 - 国立科学博物館 - 国立研究開発法人物質・材料研究機構 - 国立研究開発法人防災科学技術研究所 - 東京国立近代美術館 - 国立映画アーカイブ - 国立西洋美術館 - 国立新美術館 - 東京国立博物館 - 東京文化財研究所 - 国立青少年教育振興機構 - 国立赤城青少年交流の家 - 国立妙高青少年自然の家 - 国立信州高遠青少年自然の家 - 放送大学学園 |
| 東海・北陸 | - 富山大学 - 金沢大学 - 北陸先端科学技術大学院大学 - 福井大学 - 静岡大学 - 浜松医科大学 - 東海国立大学機構 - 岐阜大学 - 名古屋大学 - 愛知教育大学 - 名古屋工業大学 - 豊橋技術科学大学 - 三重大学 | - 富山高等専門学校 - 石川工業高等専門学校 - 福井工業高等専門学校 - 岐阜工業高等専門学校 - 沼津工業高等専門学校 - 豊田工業高等専門学校 - 鳥羽商船高等専門学校 - 鈴鹿工業高等専門学校 | - 国立遺伝学研究所 - 核融合科学研究所 - 自然科学研究機構 - 基礎生物学研究所 - 生理学研究所 - 分子科学研究所 - 岡崎統合事務センター - 国立立山青少年自然の家 - 国立能登青少年交流の家 - 国立若狭湾青少年自然の家 - 国立乗鞍青少年交流の家 - 国立中央青少年交流の家 |
| 近畿       | - 滋賀大学 - 滋賀医科大学 - 京都大学 - 京都教育大学 - 京都工芸繊維大学 - 大阪大学 - 大阪教育大学 - 兵庫教育大学 - 神戸大学 - 奈良国立大学機構 - 奈良教育大学 - 奈良女子大学 - 奈良先端科学技術大学院大学 - 和歌山大学 | - 舞鶴工業高等専門学校 - 明石工業高等専門学校 - 奈良工業高等専門学校 - 和歌山工業高等専門学校 | - 国際日本文化研究センター - 総合地球環境学研究所 - 国立民族学博物館 - 京都国立博物館 - 奈良国立博物館 - 奈良文化財研究所 - 京都国立近代美術館 - 国立国際美術館 - 国立淡路青少年交流の家 - 国立曽爾青少年自然の家 |
| 中国・四国 | - 鳥取大学 - 島根大学 - 岡山大学 - 広島大学 - 山口大学 - 徳島大学 - 鳴門教育大学 - 香川大学 - 愛媛大学 - 高知大学 | - 米子工業高等専門学校 - 松江工業高等専門学校 - 津山工業高等専門学校 - 広島商船高等専門学校 - 呉工業高等専門学校 - 徳山工業高等専門学校 - 宇部工業高等専門学校 - 大島商船高等専門学校 - 阿南工業高等専門学校 - 香川高等専門学校 - 新居浜工業高等専門学校 - 弓削商船高等専門学校 - 高知工業高等専門学校 | - 国立三瓶青少年交流の家 - 国立江田島青少年交流の家 - 国立大洲青少年交流の家 - 国立吉備青少年自然の家 - 国立山口徳地青少年自然の家 - 国立室戸青少年自然の家 |
| 九州       | - 福岡教育大学 - 九州大学 - 九州工業大学 - 佐賀大学 - 長崎大学 - 熊本大学 - 大分大学 - 宮崎大学 - 鹿児島大学 - 鹿屋体育大学 - 琉球大学 | - 久留米工業高等専門学校 - 有明工業高等専門学校 - 北九州工業高等専門学校 - 佐世保工業高等専門学校 - 熊本高等専門学校 - 大分工業高等専門学校 - 都城工業高等専門学校 - 鹿児島工業高等専門学校 - 沖縄工業高等専門学校                                                                                     | - 九州国立博物館 - 国立阿蘇青少年交流の家 - 国立沖縄青少年交流の家 - 国立夜須高原青少年自然の家 - 国立諫早青少年自然の家 - 国立大隅青少年自然の家 |